# Internationale Kaffeeorganisation

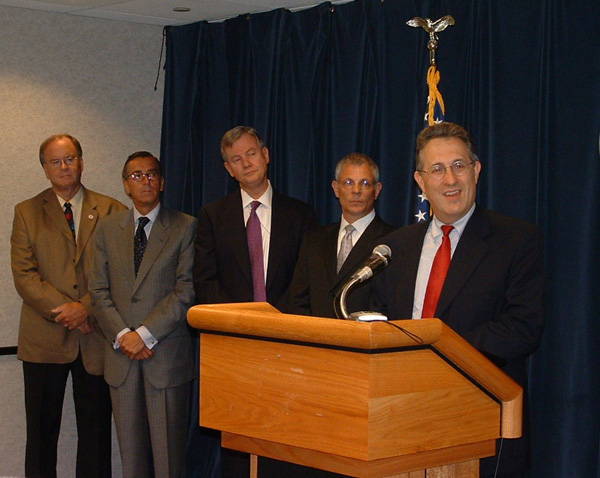
United States Assistant Secretary Wayne gibt die Entscheidung der Vereinigten Staaten bekannt, der ICO erneut beizutreten (2004)

Die Internationale Kaffeeorganisation (International Coffee Organization, ICO) ist die wichtigste Internationale Organisation im Bereich des Handels mit Kaffee.
Die ICO wurde 1962 unter Federführung der Vereinten Nationen gegründet. Sie hat ihren Sitz in London. Ihr gehören 76 Staaten, darunter 43 Kaffee-Exporteure und 33 Importstaaten an. In ihrem Rahmen wurden bislang sechs so genannte internationale Kaffeeabkommen (International Coffee Agreements, ICA) getroffen.
Auch Deutschland, Österreich und die Schweiz gehören der ICO als Importstaaten an.

## Mitgliedschaft
Am 4. Februar 2020 hatte die Organisation 43 produzierende und 6 importierende Mitglieder. Die 27 Mitgliedstaaten der Europäischen Union haben eine gemeinsame Mitgliedschaft.

### Importierende Mitglieder
- Europäische Union
- Japan
- Norwegen
- Russland
- Schweiz
- Tunesien
- Vereinigtes Königreich[3]

### Exportstaaten
- Angola
- Äthiopien
- Burundi
- Bolivien
- Brasilien
- Elfenbeinküste
- El Salvador
- Ecuador
- Gabun
- Ghana
- Guatemala
- Honduras
- Indonesien
- Indien
- Jemen
- Kamerun
- Kenia
- Kolumbien
- Demokratische Republik Kongo
- Kuba
- Liberia
- Madagaskar
- Mexiko
- Malawi
- Nicaragua
- Nepal
- Osttimor
- Panama
- Papua-Neuguinea
- Paraguay
- Peru
- Philippinen
- Ruanda
- Sambia
- Sierra Leone
- Simbabwe
- Togo
- Thailand
- Tansania
- Uganda
- Venezuela
- Vietnam
- Zentralafrikanische Republik